# Llanquihue
Llanquihue es una ciudad y comuna de la zona sur de Chile, ubicada en la provincia de Llanquihue (región de Los Lagos) perteneciente al Área Metropolitana de Puerto Montt, en conjunto con la comuna homónima y la comuna de Puerto Varas. En 2017, según el censo de ese año, tenía 17.591 habitantes.

## Toponimia
La comuna recibe su nombre a partir del lago homónimo y este, a su vez, del mapuche y está compuesta por llancln ("estar escondido", "perderse", "caer") y por we ("lugar" ), que podría traducirse al castellano como "lugar hundido", o "lugar escondido".

## Historia
La actual ciudad de Llanquihue reconoce su origen a fin del siglo XIX en los tiempos de la colonización alemana de la zona con el nombre de Desagüe, porque allí se encuentra el nacimiento del río Maullín del lago Llanquihue por el que se produce finalmente el desagüe al océano Pacífico. Se estima que fue fundado en 1852 por colonos alemanes que llegaron a las en tierras que hoy forman parte de la comuna y como pueblo habría surgido a principios de 1894, según consigna Bruno Siebert.

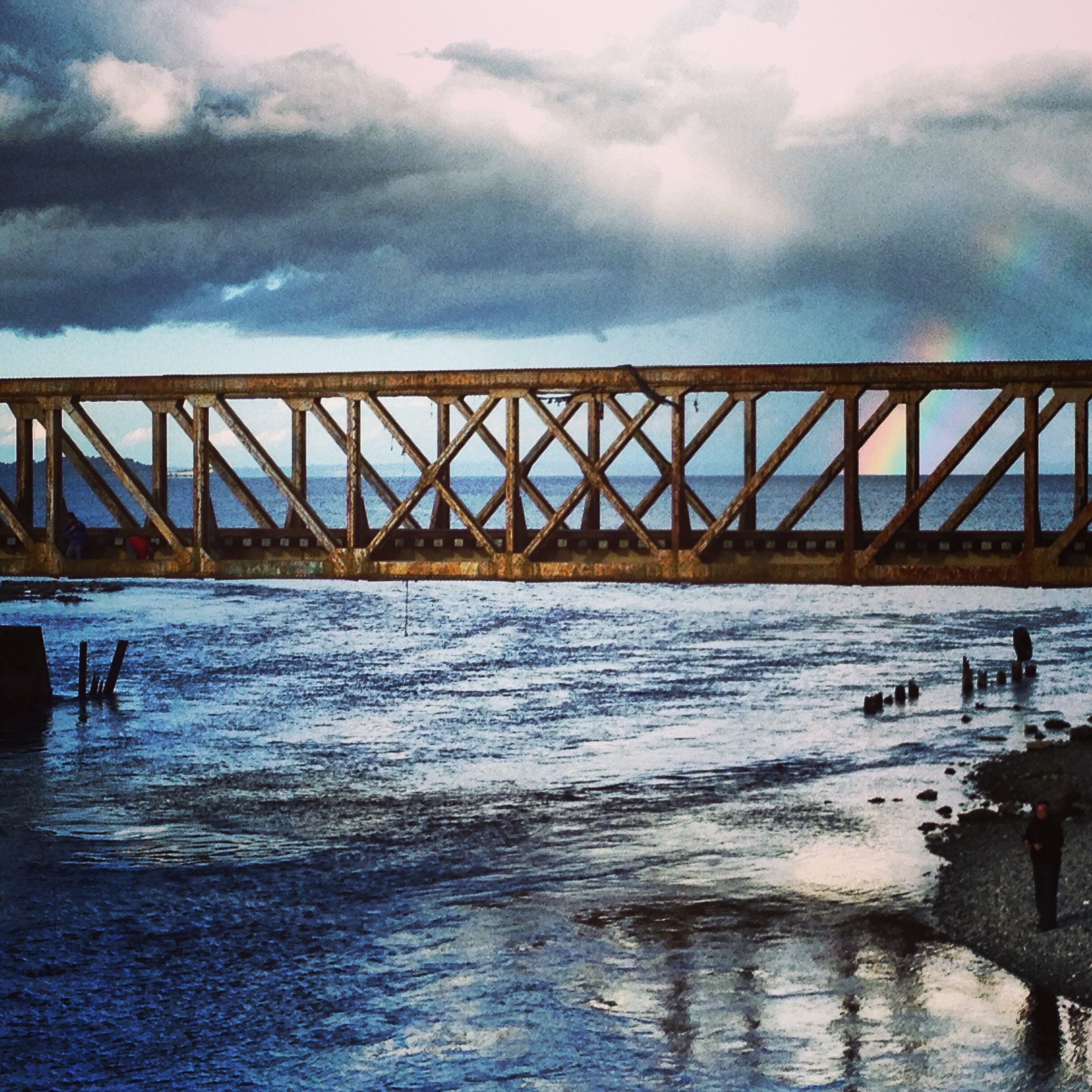
Puente del ferrocarril en Llanquihue en 2014. Se encuentra justo en el nacimiento del río Maullín.

La llegada del ferrocarril en 1907 con la creación de la estación Llanquihue dio un gran impulso a la localidad, que adquirió entonces su actual nombre.
La lucha de los vecinos por crear la comuna comenzó en la segunda mitad del siglo XX: en septiembre de 1954 el Club de los Veinte de Llanquihue, que fundado en 1948 actuaba como una municipalidad chica, acordó comenzar la campaña para que el Congreso Nacional permitiera que la ciudad dejara de subordinarse a la comuna de Puerto Varas. El proceso fue largo y solo 14 años después, el 19 de junio de 1968 se logró el objetivo: el Congreso Nacional aprobó la Ley n.º 16.854 que creó la comuna de Llanquihue con cabecera en la ciudad homónima. Eduardo Frei Montalva, presidente de la época, nombró a Ewaldo Mödinger primer alcalde de la ciudad, cargo que ejerció hasta 1973 (desde 1971, ya elegido popularmente).
En 1984 tuvo lugar la primera celebración de la Bierfest del Lago, el primer evento cervecero chileno en la historia del país.
Las grandes superficies con abundante vegetación y fuentes de aguas abiertas contribuyeron al desarrollo de la zona, que estuvo asociado principalmente a la agricultura, impulsada por los colonos alemanes.
La ciudad ha tenido en su historia un sistemático relleno e impermeabilización de sus humedales.

## Geografía

### Geomorfología
La comuna de Llanquihue se encuentra emplazada en las unidades geomorfológicas de Llano central con morrenas y conos y lagos de barrera morrénica. Esta además se halla entre las cuencas hidrográficas de Cuencas e islas entre río Bueno y río Puelo y río Bueno.

### Clima
Presenta según la clasificación climática de Köppen clima templado lluvioso e influencia costera (Cfb (i)).

### Hidrología
La comuna posee diversos cuerpos de agua, entre los que se destacan el lago Llanquihue, laguna Pichilaguna; y río Canal, río Colegual, río López, río Maullín, río Oscuro y río Toro.
La ciudad cuenta con un complejo sistema hídrico, compuesto por un borde lacustre, el nacimiento del río Maullín y un sistema de humedales urbanos de agua dulce.

## Medio ambiente

Trazado simplificado de los ecosistemas y cuerpos de agua presentes en la comuna de Llanquihue.

### Componentes bióticos
Dentro del territorio de la comuna se pueden hallar los siguientes ecosistemas:
- Bosque caducifolio templado donde predominan Nothofagus obliqua y Laurelia sempervirens (En peligro)
- Bosque laurifolio templado interior donde predominan Nothofagus dombeyi y Eucryphia cordifolia (Preocupación menor)
- Bosque siempreverde templado interior donde predominan Nothofagus nitida y Podocarpus nubigenus (Preocupación menor)

### Medidas de protección ambiental y conflictos socioambientales
Hasta 2022, la comuna de Llanquihue cuenta con las siguientes zonas que poseen algún nivel de protección ambiental:
- Humedal Urbano Parque Humedal Baquedano (Humedal urbano)[20]
- Río Maullín (Sitios Ley 19.300)[21]
- Santuario de la Naturaleza Humedales del Río Maullín (Santuario de la Naturaleza)[22]

#### Daño ambiental a humendales
Antiguamente el río Maullín desembocaba por muchos brazos y había un sistema de humedales, Llanquihue era un gran humedal que se fue rellenando para dar paso a urbanizaciones. Los pocos humedales urbanos que aún existen en la ciudad se encuentran gravemente deteriorados y amenazados.

## Demografía

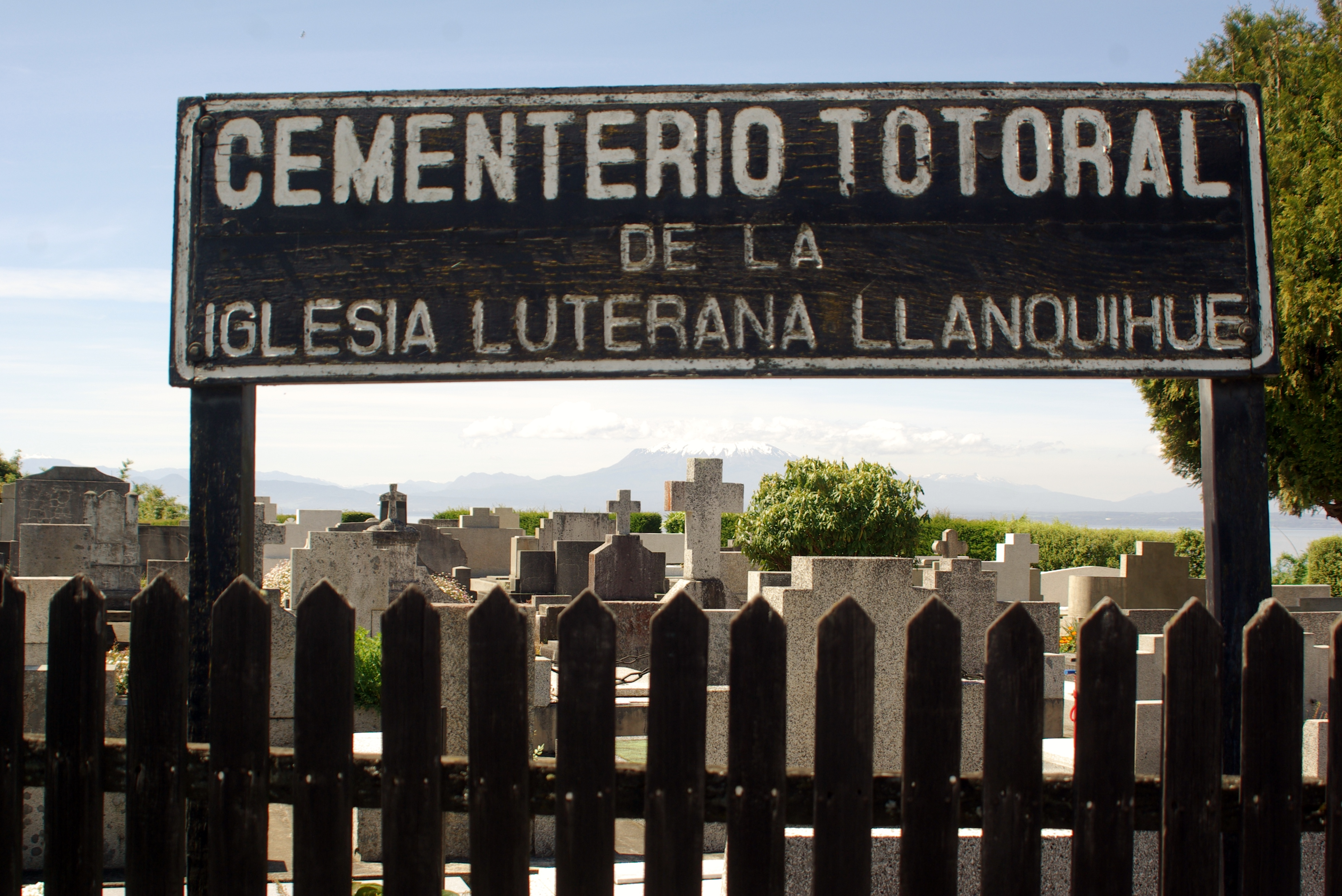
Cementerio de la Iglesia luterana de Llanquihue, ubicado en Totoral

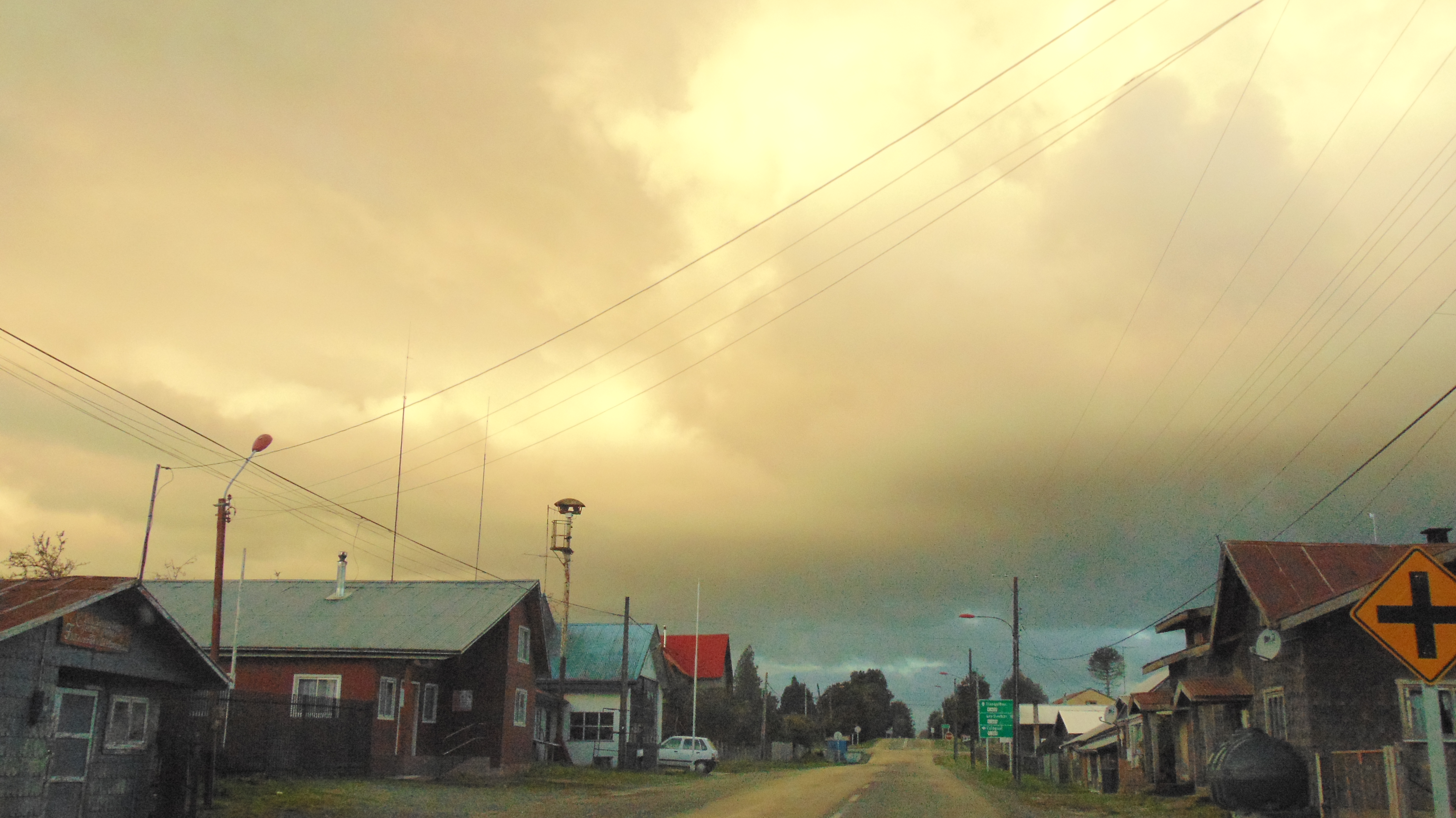
Loncotoro

### Centro urbanos y localidades
Localidades de la Comuna de Llanquihue:
- Llanquihue: capital de la comuna y localidad más poblada.
- Los Pellines: accesible desde Ruta 5 a 7 km al norte de Llanquihue
- Loncotoro: Sector rural ubicado a 18 km al poniente de Llanquihue. Su acceso es a través de la Ruta V 40.
- Colegual: Ubicado a 39 km al poniente de Llanquihue. Se accede a través de la Ruta V 370
- Totoral: Emplazado a 5 km al norte de Llanquihue. Se accede por la Ruta 5 o Ruta V 155 (Ruta Inter Lagos)
- Colonia Los Indios: a 15 km al poniente Llanquihue por la Ruta V 40.

## Administración

### Municipalidad
La municipalidad, ubicada en Erardo Werner 450, la dirige Víctor Angulo Muñoz (DC), asesorado por concejales Eduardo Caucao Muñoz (PS), Mauricio Cristóbal Mieres Cariman (Democracia Regional Patagónica- Yo Marco por el Cambio), Cristián Enrique Olavarría Navarro (Independiente dentro de pacto- Poder Ecologista y Ciudadano), Patricio Orlando Rubilar Zúñiga (Independiente dentro de pacto-Nueva Mayoría), Carlos Javier Vidal Velázquez (PS), y Kurt José Wellmann (RN).

### Representación parlamentaria
Junto con las comunas de Fresia, Frutillar, Los Muermos, Puerto Octay, Puerto Varas, Purranque, Puyehue y Río Negro integra el Distrito Electoral N° 56 y pertenece a la Circunscripción Senatorial 17.ª, representados en la Cámara de Diputados por Fidel Espinoza (PS) y  Héctor Barría Angulo , y en el Senado por Rabindranath Quinteros (PS) e Iván Moreira (UDI), el cual fue desaforado por la Corte Suprema e imputado por delitos tributarios. Sin embargo, a los meses fue reintegrado en su puesto parlamentario.  

## Economía
La comuna es conocida como un centro industrial de la zona, siendo esta, junto con la agricultura y el turismo, sus principales actividades económicas. 

### Industria
Las primeras plantas agroindustriales se instalaron en Llanquihue entre las décadas de 1940 y 1950; se trataba de importantes industrias productoras de leche en polvo y procesamiento de azúcar, entre otras. La proliferación de las empresas manufactureras alimenticias ha llevado a la comuna a ser conocida en la zona como la Ciudad de las Chimeneas.

#### Patrimonio industrial
Como industrias que ya no existen actualmente en la ciudad de Llanquihue, pero que han legado sus instalaciones como patrimonio industrial del entorno, se cuentan:
IANSA Llanquihue
IANSA Llanquihue, fábrica inaugurada en 1958, fue una planta de procesamiento de azúcar a partir de remolacha azucarera, la cual fue cerrada en 1978.   Para el terremoto de 1960 la planta sufrió daños en su horno de cal, necesario para el proceso de cocer la piedra caliza usada para el proceso de obtención de azúcar, en que se pudo reemplazar temporalmente agrupando la piedra caliza en el patio de la fábrica, en que se hicieron los desvíos y modificaciones en la fábrica necesarios,  que se quemaba este material en el patio, evitando así la pérdida de las 50.000 toneladas de remolacha azucarera que permanecían en los campos. 

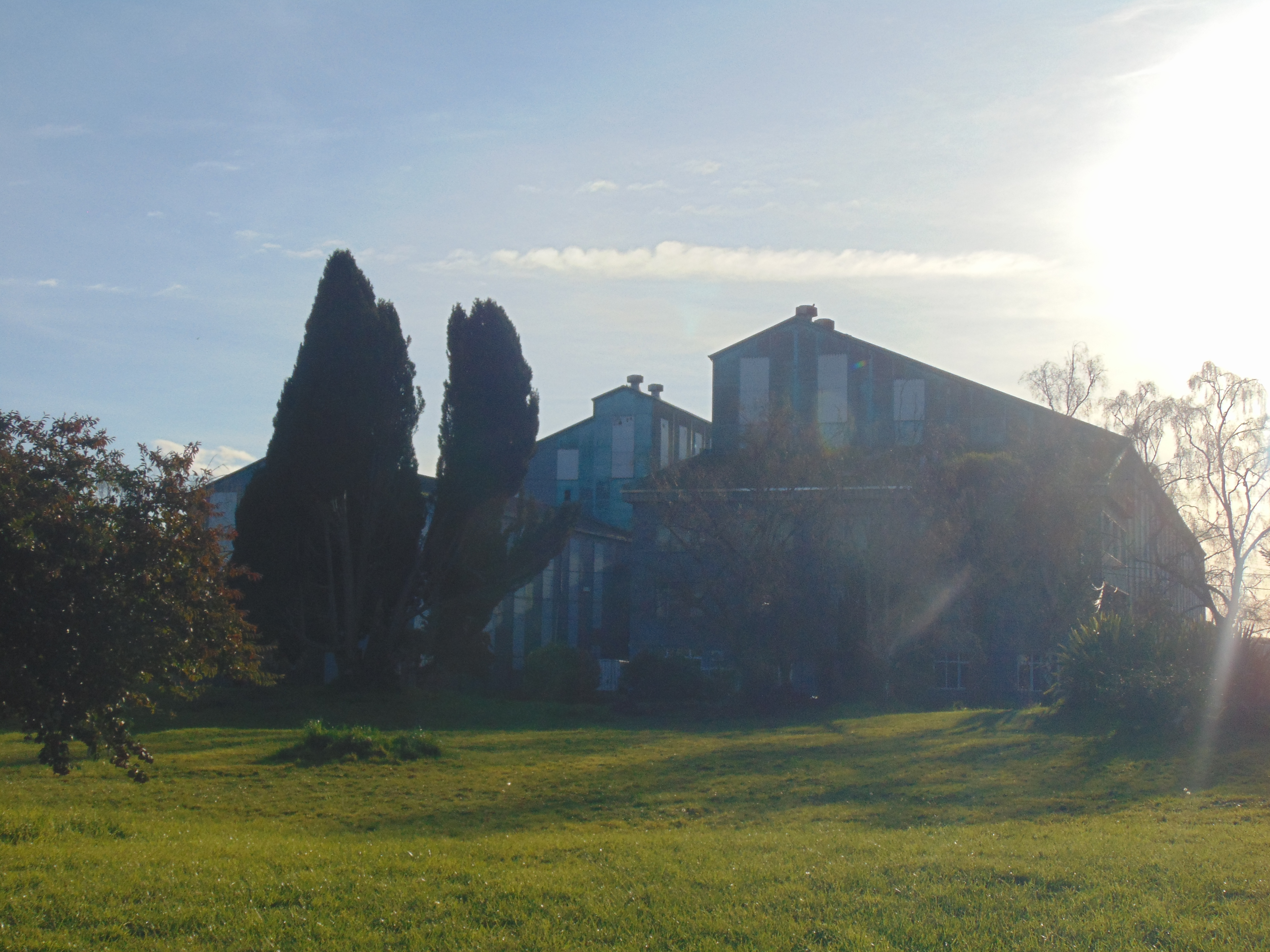
Planta Ex IANSA Llanquihue, Agosto 2024

Afortunadamente, la fábrica pudo volver a producir en los días siguientes al terremoto, al menos para consumir la reciente cosecha; sin embargo, la falta de caminos, puentes, vías férreas, bodegas y otras infraestructuras disponibles o en pie dejadas fuera de servicio por el evento sísmico impidieron que se volviera a la producción con normalidad de manera inmediata. Con el pasar de los años y dejando atrás la crisis del terremoto, la industria reinicia su actividad, en una suerte de refundación, transformándose en la principal fuente empleadora de la ciudad, en que se generaron una serie de servicios para la comunidad, incluyéndose una escuela que logró satisfacer las necesidades educacionales de la época, denominándose en sus inicios Escuela Nº 49 IANSA (año 1959) para luego transformarse en la Escuela Nº 611 (Escuela Gabriela Mistral).   Hoy en día se usa como bodega de acopio de productos de graneles 
 INDEPA 
INDEPA (Industria Elaboradora de Papas Sociedad Limitada) fundada en 1946, por Bernardo Werner, Francisco Korff, Reinaldo Werner, Moisés Morawitz y Edgardo Morawitz, fue una industria dedicada a la fabricación de fécula de papa, también conocido este producto en Chile como chuño, y también de adhesivos derivados de esta.  Cerrada en 1979, actualmente el edificio se encuentra en pie, aunque abandonado y sin maquinarias

#### Industrias activas actualmente
En 2018, la cantidad de empresas registradas en Llanquihue fue de 360. El Índice de Complejidad Económica (ECI) en el mismo año fue de -0,34, mientras que las actividades económicas con mayor índice de Ventaja Comparativa Revelada (RCA) fueron Servicio de Corte y Enfardado de Forraje (279,56), Cría de Ganado Bovino para Producción Lechera (209,85) y Cultivo de Papas (74,77).

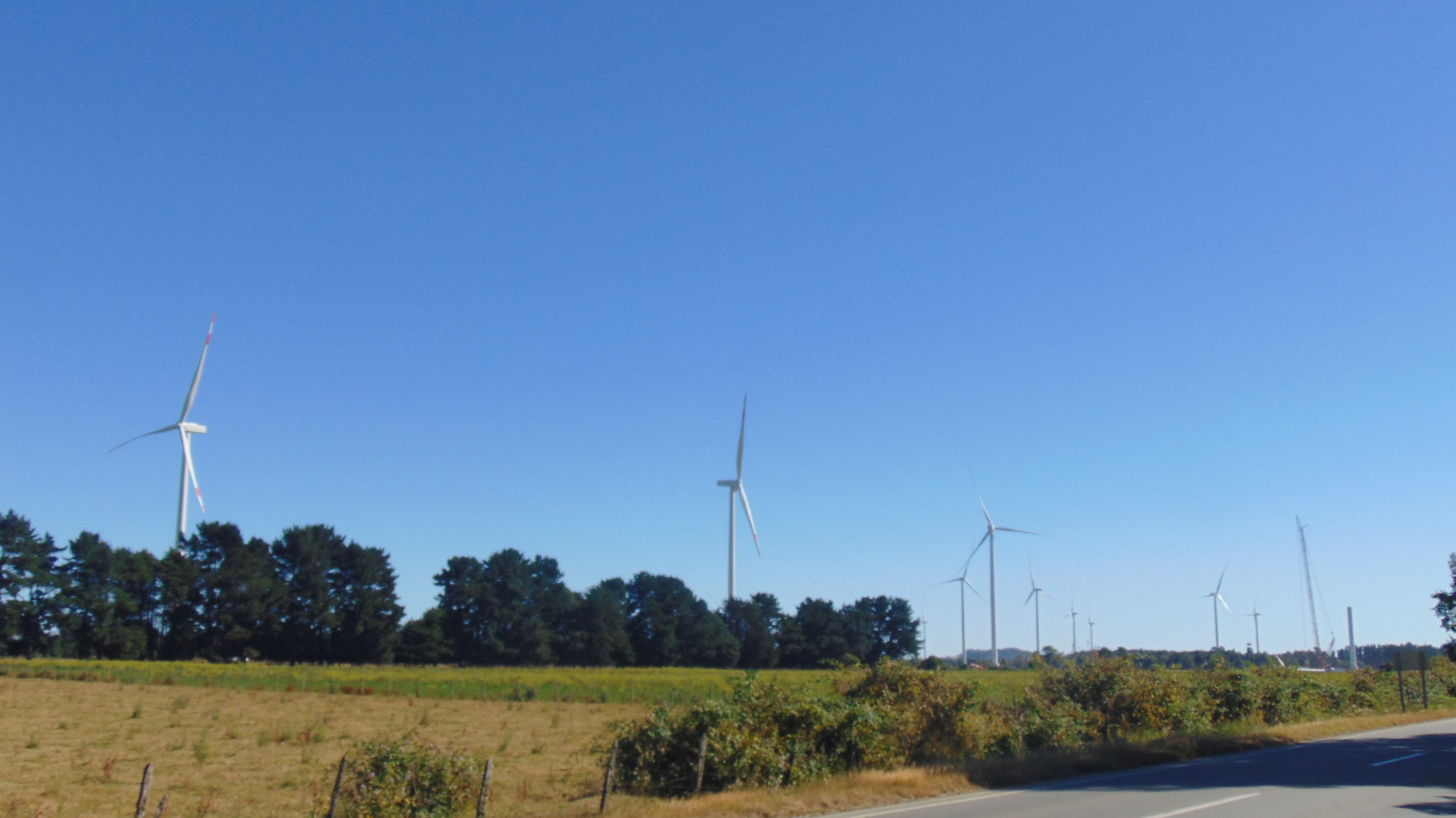
Parque Eólico Aurora

Las industrias emplazadas en la comuna, que proveen de trabajo a gran parte de la población adulta no profesional, son:
- Cecinas Llanquihue (Mödinger Hermanos S.A.) dedicada a la elaboración de productos cárnicos y algunos derivados lácteos.[8]
- Proagar, planta de capital japonés dedicada a la transformación del agar-agar en materia prima para su uso en otros tipos de industrias como estabilizador de alimentos y gelatina.
- Nestlé Chile,  empresa de capital suizo instalada en 1958. Dedicada a la producción y envase de leche en polvo y crema de leche.
- Ría Austral, de capital español, se dedica al tratamiento y envasado de moluscos.
- Cerveza Colonos del Llanquihue, industria familiar desde 2002 que produce cerveza Lager Premium y Maibock artesanal.
- Jamaica Tea, industria dedicada a introducir la flor de Jamaica en Chile.
- Parque Eólico Aurora, parque eólico ubicado en el sector de Colegual consistente en 43 aerogeneradores con una potencia total de 129 MW.[33]

### Turismo
La comuna de Llanquihue está inserta en un maravilloso entorno natural con vista a los volcanes Osorno, Calbuco y Tronador; la zona cuenta con balnearios únicos en la cuenca del lago Llanquihue. En la comuna destacan las playas solaneras Wiehoff, el Cisne y del sector Muelle de Paseo por la limpieza y calidez de sus aguas, aunque no cumplen con los estándares de la autoridad marítima para el baño y natación. 
En el sector de Totoral, a 3 km al norte de la ciudad de Llanquihue por la Ruta V 155, se alza en una colina el monumento a los colonos alemanes Unsern Ahnen, conocido también como Monumento a nuestros ancestros. Construido en 1937, es un homenaje a la labor de estos pioneros extranjeros en la zona del lago. Consiste en un muro de piedra y placas de bronce en donde están grabados los nombres de los 80 pioneros.
Los amantes de las naturaleza tienen la posibilidad de observar la avifauna de estos lugares en el lago, en humedales y en el río Maullín. La ciudad de Llanquihue no solo es el lugar de nacimiento de este curso de agua dulce, sino que también posee sitios de anidación de aves, como el humedal El Loto, localmente conocido también como laguna El Loto o simplemente La Laguna, donde anidan, entre otras especies, la gaviota gaviota cáhuil —Chroicocephalus maculipennis— y el cormorán neotropical —Phalacrocorax brasilianus, también llamado yeco o pato yeco—. 
Por el río se realiza también un circuito turístico llamado la Ruta de la Cecina. 
Entre las fiestas que se celebran regularmente, destacan la Bierfest del Club Alemán de Llanquihue (último fin de semana de enero), con su demostración culinaria y programas de entretenimiento, y la Fiesta Costumbrista de Loncotoro, con platos campestres de la zona y centrada en las costumbres locales.
En enero del año 2018, comenzó la instalación de la faena del muelle de Llanquihue. La obra tuvo una inversión de 2.800 millones de pesos contando con el financiamiento del Ministerio de Obras Públicas y fue inaugurada en el 31 de enero de 2019.

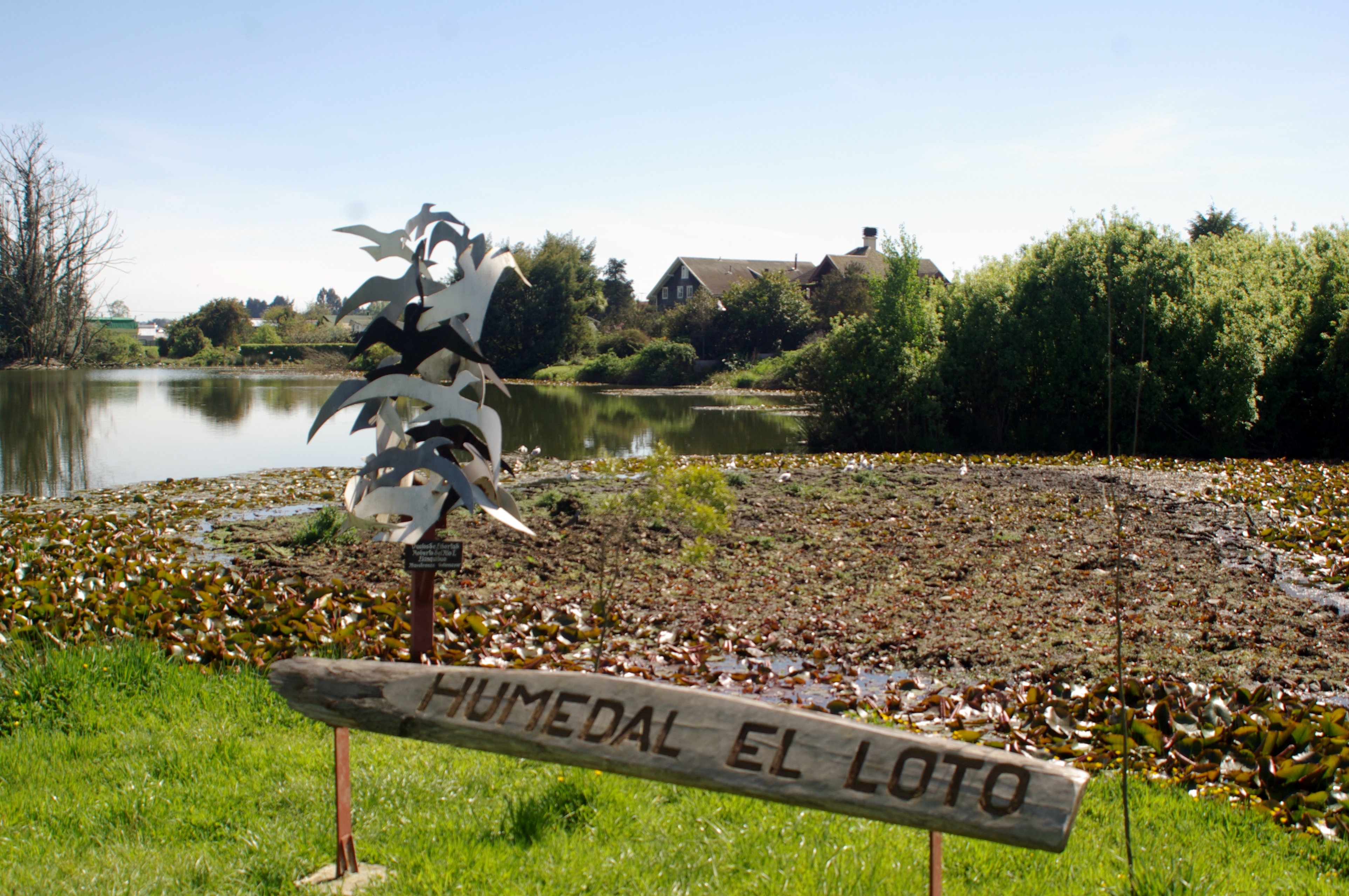
Humedal El Loto con escultura Vuelos de libertad

Llanquihue cuenta con escuelas, jardines infantiles, una biblioteca municipal, renovada en 2016-2017, y una sala de cine. 
En plazas de Llanquihue y en la ribera del Maullín hay decenas de esculturas de madera realizadas por artistas tanto nacionales como extranjeros. El monumento más importante de la comuna es el Unsern Ahnen, homenaje a los colonos alemanes del lago Llanquihue, que llegaron a mediados del siglo XIX. También hay otras escultura, como Vuelos de libertad, obra de Roberto del Río que está en el humedal El Loto.
El principal festival que se celebra en la comuna es Vive Verano en Llanquihue, que tiene lugar en la primera quincena de febrero de cada año y dura 2 semanas. Llamado antes Semana Llanquihuana, transcurre principalmente en la explanada costera a orillas del lago, a un costado del muelle de paseo, y congrega a cerca de 200.000 personas en total. La participación de importantes artistas y grupos musicales nacionales e internacionales lo ha convertido en uno de los eventos populares más masivos e importantes del sur de Chile. Gratuito, su organización y financiamiento, desde su creación, está a cargo de la municipalidad. El programa que se desarrolla en el escenario principal está complementado por stands de ventas de comida rápida o gastronomía local y de artesanías y recuerdos.

## Servicios

### Seguridad
En Llanquihue funciona una subcomisaría de Carabineros de Chile, que administrativamente depende de la Primera Comisaría Puerto Varas, estamento de la Prefectura Llanquihue, en la X Zona Policial.

### Bomberos
El Cuerpo de Bomberos de Estación Llanquihue fue fundado el 12 de mayo de 1929. Consta de seis compañías entrenadas y organizadas para proteger a la comunidad:
- Primera Compañía "Germania" - Agua - Materiales Peligrosos.
- Segunda Compañía "Carlos Kinast Unzueta" - Unidad de Rescate Vehicular, acuático y desnivel.
- Tercera Compañía de Bomberos - Urbana - Agua
- Cuarta Compañía de Bomberos - Urbana - Agua
- Quinta Compañía "Los Pellines" - Semirrural - Agua
- Sexta Compañía "Loncotoro" - Rural - Agua

### Salud
El Departamento de Salud Municipal (DESAM) de Llanquihue está conformado por los siguientes organismos:
- Hospital de Llanquihue: Pertenece a la Red de Urgencia del Servicio de Salud Reloncaví, prestando atención de urgencias a la comunidad llanquihuana y de los alrededores.
- Centro de Salud Familiar "Los Volcanes": Administrado por el DESAM, atiende bajo el modelo de Salud Familiar las necesidades de salud de la comuna.[34]
- Centro de Salud de la Mutual de Seguridad: Dependiente de la Mutual de Seguridad, presta servicios médicos ambulatorios a sus beneficiarios.

### Educación
La comuna tiene los siguientes establecimientos educacionales: 
Educación preescolar (Jardines Infantiles)
- Mi Pequeño Paraíso - Manuel Matta esq. Otto Schoebit

Educación básica (primaria): 
- Escuela Inés Gallardo Alvarado - Baquedano 1009, Llanquihue
- Escuela Básica Gabriela Mistral	- Av. Los Volcanes 187, Llanquihue
- Escuela Rural Los Pellines - Los Carrera 14, Los Pellines
- Escuela Rural Línea Solar - Línea Solar Km 5, Camino a Loncotoro
- Escuela Rural Loncotoro	- Km 18 Ruta V-400
- Escuela Rural Colegual  - Km 7 Ruta V-30 (Camino a Fresia), sector Colegual
- Escuela Rural Coligual San Juan - sector Coligual San Juan

Educación media (secundaria): 
- Liceo Politécnico Holanda - Av. Los Volcanes 650, Llanquihue

Educación técnico-profesional (terciaria): 
- CFT Estatal Los Lagos - V.P.Rosales 600, Llanquihue

Centros de investigación académica:
- Centro de Estudios en Ciencia y Tecnología de los Alimentos (CECTA Llanquihue) de la Universidad de Santiago de Chile.[37]

## Transporte
La red de transporte de buses permite llegar comúnmente a comunas cercanas como Frutillar, Puerto Varas y Puerto Montt, además de otros servicios.
La comuna cuenta con la Estación Llanquihue, la cual desde abril de 2025 se encuentra en servicio con el recorrido Tren Llanquihue-Puerto Montt que conecta Llanquihue con Puerto Montt, Alerce y Puerto Varas.

## Medios de comunicación

### Radioemisoras

#### FM
- 100.9 MHz - Radio Colonia
- 104.9 MHz - Radio Nuevo Amanecer
- 107.7 MHz - Radio Despierta

### Televisión
- Llanquihue TV - Canal 50 - Operado por Telsur